# 12 Finger Dan

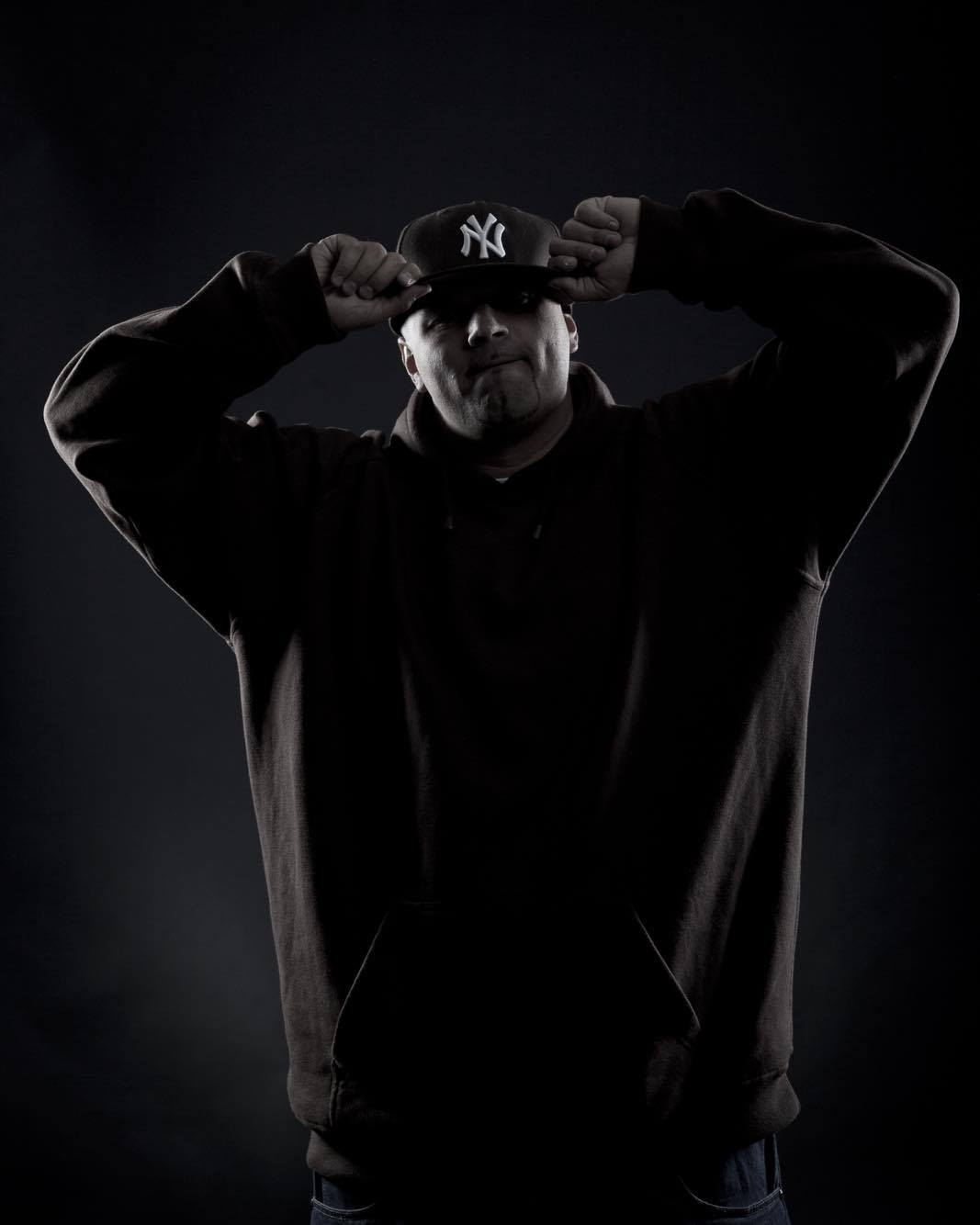
Dan Rosca (12 Finger Dan)

12 Finger Dan (sinh năm 1978 tại Bucharest, România) là một DJ và nhà sản xuất âm nhạc người Đức gốc Romania đến từ Hamburg, Đức.

## Tiểu sử
Lớn lên ở Bucharest, România, được đặt tên là Dan Rosca, năm 1983 chuyển đến Hamburg cùng gia đình. Vào cuối những năm 1980, lúc 10 tuổi lần đầu tiên anh tiếp xúc với văn hóa hip-hop. Âm nhạc thời đó của EPMD, Biz Markie, N.W.A., Public Enemy và Eric B. & Rakim đã có tác động rất lớn đến anh ấy. Năm 1992, Rosca viết những dòng rap đầu tiên của mình bằng tiếng Anh với bút danh là Hellrosa, trước khi gia nhập Enemy-Crew (sau này là Da Enemyz) một năm sau, một nhóm hip-hop được thành lập từ nhóm bạn của anh. Khi Rosca biết nhóm Sunz of Man của Hoa Kỳ cũng tổ chức một MC tên là Hellraza, Rosca đã đổi nghệ danh của mình thành "Soulkrates". Đầu năm 1995, anh khám phá ra công việc DJ và sản xuất các băng từ đầu tiên của mình. Một năm sau, Rosca học B-Base, các u.a. làm việc với tư cách là nhà sản xuất và DJ với Die Reimbandit và Deutsche Reimachse trên nhãn Polydor, trong một hội thảo ở trung tâm thanh niên ở Hamburg-Stellingen. B-Base đã sản xuất một số bài hát của Da Enemyz và đó là cách Rosca tham gia sản xuất âm nhạc nhờ sự hỗ trợ của anh.
Năm 1999, Rosca kết thúc sự nghiệp rapper và từ đó chỉ hoạt động với tư cách là DJ và nhà sản xuất âm nhạc. Đầu năm 2000, anh lại đổi nghệ danh thành First Dan, trước khi lấy nghệ danh "12 Finger Dan" vào năm 2003.
Tháng 2 năm 2005, B-Base và Rosca thành lập nhóm DJ và nhà sản xuất "Soulbrotha", chỉ xử lý Soul, Funk và Boom-Bap-Hip-Hop. Bản phát hành đĩa nhựa đầu tiên ra mắt vào năm 2009 với tác phẩm LP Collector’s Item, có sự góp mặt của các nghệ sĩ hip-hop như DJ Premier, Craig G, Sadat X, Kev Brown và nhiều nghệ sĩ hip-hop khác. Tiếp theo là EP Connexion vào năm 2011 và That's It EP vào 2012 cùng với P!Jay , cũng như một đĩa đơn năm 2014, đồng thời hợp tác với P!Jay và thương hiệu quần áo Kingdrips đến từ Hamburg.
Kể từ năm 2010, Rosca đã sản xuất chương trình radio Backspin FM từ Tạp chí Backspin Hip Hop cùng với Niko Hüls, giám đốc điều hành của Backspin. Anh cũng từng là biên tập viên tự do tại Backspin từ năm 2008 đến năm 2013.
Rosca cũng đã làm kỹ sư âm thanh trong nhiều năm và đã đảm nhận một số dự án của các nghệ sĩ hip-hop như Craig G, El Da Sensei, DJ Koss, Billy Danze (M.O.P.), Beneficence, Masta Ace hoặc là Edo G produziert.

## Phong cách
Phong cách âm nhạc của Rosca chịu ảnh hưởng của Soul và Funk của những năm 1970. Các sản phẩm của anh hoàn toàn dựa trên mẫu, có thể được phân loại là Boom-Bap-Hip-Hop. Một số tác phẩm u sầu của Rosca cũng có thể được nghe thấy trong các album của rapper Albino. Anh thích sản xuất với SP1200 của E-MU hơn. Với tư cách là một DJ, anh hoạt động tích cực trong lĩnh vực bàn xoay và đã tham gia vào một số cuộc chiến DJ trong khu vực.

## Danh sách đĩa nhạc

### Do Soulbrotha sản xuất
- 2009: Collector’s Item (Album)
- 2011: The Connexion EP (EP)
- 2013: That’s It (EP, với P!Jay)
- 2014: Echt zum Spiel/3 Emcees (Đĩa đơn, với P!Jay & Kingdrips)
- 2016: The Golden Era Isn't Finished (EP)
- 2016: 2009–2015 (Album)
- 2016: Louder Than Ever (Đĩa đơn, với Phantasm của Cella Dwellas)

### Tự sản xuất
- 2002: Albino – Vogelfrei (Album)
- 2004: MVK – Gott und die Welt (EP)
- 2005: Madcap – Traumland (Album)
- 2005: Lenny Lobster – The Short Story (Album)
- 2005: Albino – Kein Frieden (EP)
- 2005: Das Syndikat – Echolot (EP)
- 2006: Albino – Überlebenstraining (Album)
- 2007: Flashmaster Ray – Hamburg am Mic (Album)
- 2007: Independenzia – Freie Entfaltung (Album)
- 2007: Chaoze One – Fame (Album)
- 2008: Plan 88 – 88 Is Great (Album)
- 2008: Callya – Vergessenes Feuer (Album)
- 2008: Rebels to the Grain – There’s Something in the Seeds (Album)
- 2008: Nut-Rageous (Nutso) – Nuts & Screws (Single)
- 2008: Chaoze One – Letztes Kapitel (Album)
- 2009: Freestyle Professors – Gryme Tyme (Album)
- 2010: Albino & Callya – Im Augenblick (EP)
- 2011: Flashmaster Ray – Der Boss am Bass (Album)
- 2011: Beneficence – Sidewalk Science (Album)
- 2012: Beneficence – Concrete Soul (Album)
- 2012: Albino – Natura Libera (Album)
- 2013: P!Jay – That Ain’t Hip Hop (Single)
- 2013: Albino – Anderland (Album)
- 2013: DJ Koss & El Da Sensei – We Want More (EP)
- 2014: Flashmaster Ray – Flashback (Album)
- 2015: Eljot Quent – Bilder und Zeichen / Batman ist tot – Remixes (EP)